# Искусственный разум (фильм)
«Иску́сственный ра́зум» (англ. A.I. Artificial Intelligence, также известен как AI или A.I.) — американский научно-фантастический фильм-драма режиссёра, продюсера и сценариста Стивена Спилберга, снятый в 2001 году по мотивам рассказа Брайана Олдиса «Суперигрушек хватает на всё лето» (англ. Super-Toys Last All Summer Long) с Хэйли Джоэлом Осментом, Джудом Лоу, Фрэнсис О’Коннор, Сэмом Робардсом, Джейком Томасом и Уильямом Хёртом в главных ролях. В центре сюжета фильма — Дэвид, мальчик-андроид, запрограммированный на любовь.
Изначально за создание фильма взялся режиссёр Стэнли Кубрик ещё в начале 1970-х годов. Написанием сценария занимался целый ряд авторов, включая Брайана Олдиса, Боба Шоу, Йена Уотсона и Сару Мейтланд. Фильм находился в стадии производственного ада в течение нескольких лет из-за того, что Кубрик считал компьютерную графику тех лет недостаточно хорошей. Съёмки фильма начались после смерти Кубрика, в 2000 году. Его место занял Стивен Спилберг, которого заняться кинолентой уговорили продюсер фильма Ян Харлан и жена Стэнли Кристиана Кубрик. «Искусственный разум» получил в целом положительные отзывы критиков и был номинирован в двух категориях на премию «Оскар» и в трёх категориях на премию «Золотой глобус».

## Сюжет
В XXII веке глобальное потепление привело к таянию полярных льдов, затоплению береговых линий, что вынуждает правительство США принять законы, строго ограничивающие деторождение. Появляется новый класс роботов — андроиды, способные эмулировать мысли и эмоции. Люди и роботы именуются как о́рга (организм) и ме́ха (механизм) соответственно. Несмотря на свободу, последние не имеют политического и правового статуса и могут существовать законно лишь при наличии лицензии. Дэвид, прототип модели, созданной компанией «Кибертроника», — мальчикоподобный робот, запрограммированный на любовь к своим человеческим владельцам. Компания тестирует своё творение на одном из сотрудников, Генри Свинтоне и его жене, Монике. Сын Свинтонов, Мартин, был помещён в анабиоз до того момента, пока не найдётся способ вылечить его редкую болезнь. Несмотря на то, что Монику поначалу пугал Дэвид, она всё же активировала в нём программу проецирования любви. Дэвид также подружился с Тедди, роботом-плюшевым мишкой, который заботится о благополучии андроида.
После того, как лечение для Мартина было найдено, тот возвращается домой, где наступает соперничество между ним и Дэвидом. Мартин убеждает Дэвида пойти ночью в спальню родителей и отстричь у Моники прядь её волос, но в момент, когда Дэвид делает это, супруги просыпаются. На вечеринке у бассейна один из друзей Мартина, пытаясь активировать программу самозащиты Дэвида с помощью ножа, сильно пугает его. Дэвид крепко цепляется за Мартина и они оба падают в бассейн. Даже на дне Дэвид продолжает держать его. От утопления Мартина спасает Генри. Родители шокированы действиями Дэвида и беспокоятся о том, что его способность любить также дала ему способность ненавидеть. Генри убеждает Монику отдать Дэвида в «Кибертронику», где он будет уничтожен. Тем не менее, по пути в компанию Моника решает оставить его в лесу вместе с мишкой, чтобы уберечь его от разрушения. Оставшись с Тедди, Дэвид вспоминает сказку Карло Коллоди «Приключения Пиноккио», которую ему читали родители, и решает разыскать Голубую Фею, чтобы та превратила его в настоящего мальчика. Он полагает, что мама полюбит его после этого. Отправившись на поиски, он попадает на шоу-мероприятие «Ярмарка плоти», где устаревших роботов уничтожают перед ликующей толпой. Дэвид оказывается в шаге от уничтожения, но зрители, обманувшись реалистичным характером Дэвида, единственного из всех роботов, кто умолял сохранить ему жизнь, отпускают его. Протагонист убегает оттуда вместе с Жиголо Джо — роботом, ударившимся в бега после обвинения в убийстве, которого не совершал.
Джо, Тедди и Дэвид отправляются в Красный Город — мегаполис США. Герои добираются на верхние этажи Рокфеллеровского центра в частично затопленном Манхэттене. Туда они попадают на амфибилёте, летательном аппарате, способном также погружаться под воду, который они украли в Красном Городе у полиции. В Манхэттене Дэвид встречает своего создателя, профессора Аллена Хобби, который рассказывает ему, что их встреча — это эксперимент, показывающий реальность любви и желания Дэвида. Кроме того, становится ясно, что изготовлено уже много копий Дэвида, в том числе и версии женского пола. Дэвид, к своему сожалению, осознаёт, что не является уникальным. Впав в уныние, он пытается покончить жизнь самоубийством, упав с выступа небоскрёба в океан, но Джо спасает его на амфибилёте. Дэвид говорит Джо, что видел Голубую Фею под водой, и хочет спуститься к ней. В этот момент Джо хватает полиция при помощи электромагнита. Дэвид и Тедди спускаются на дно в амфибилёте на поиски Феи, которая оказывается статуей из аттракциона на Кони-Айленд. Тедди и Дэвид оказываются в ловушке, когда колесо обозрения Wonder Wheel падает на их транспортное средство. Полагая, что Голубая Фея реальна, Дэвид просит, чтобы она превратила его в настоящего мальчика, повторяя своё желание до того момента, пока его внутренний источник питания не кончается.
Так проходит две тысячи лет. Человечество вымерло, а Манхэттен похоронен под сотней метров льда. Роботы превратились в высокоразвитые гуманоидные формы. Они находят Дэвида и Тедди, выясняют, что те являются древними роботами, которые видели живых людей, и размораживают их. Очнувшийся Дэвид подходит к замороженной статуе Голубой Феи, которая трескается и разрушается после того, как он прикасается к ней. Получив и осмыслив воспоминания Дэвида, футуристические роботы реконструируют дом семьи Свинтон и объясняют ему при помощи интерактивного изображения Голубой Феи, что невозможно сделать его человеком. Тем не менее, по настоянию Дэвида, они воссоздают Монику через образец ДНК из пряди её волос, которую сохранил Тедди. Но она может жить лишь один день и этот процесс не может быть повторён. Дэвид проводит свой самый счастливый день с Моникой и с Тедди. В конце дня она ложится спать в последний раз; Дэвид ложится рядом с ней, закрывает глаза и отправляется «туда, где рождаются мечты». Робот-медвежонок Тедди залезает на кровать и смотрит на засыпающих Дэвида и Монику.

## Актёры
| Актёр              | Роль                  |
| ------------------ | --------------------- |
| Хэйли Джоэл Осмент | Дэвид                 |
| Джуд Лоу           | Жиголо Джо            |
| Фрэнсис О’Коннор   | мама Моника Свинтон   |
| Сэм Робардс        | папа Генри Свинтон    |
| Джейк Томас        | Мартин Свинтон        |
| Уильям Хёрт        | профессор Аллен Хобби |
| Брендан Глисон     | Лорд Джонсон-Джонсон  |
| Кен Люн            | Саятуо-Сама           |
| Хантер Кинг        | Аманда                |

| Актёр                 | Роль                                           |
| --------------------- | ---------------------------------------------- |
| Джек Энджел (голос)   | Тедди                                          |
| Бен Кингсли (голос)   | рассказчик и лидер футуристических роботов     |
| Робин Уильямс (голос) | Доктор Ноу — голографический Эйнштейн (камео)  |
| Мерил Стрип (голос)   | Голубая Фея (камео)                            |
| Крис Рок (голос)      | робот, уничтоженный на «Ярмарке плоти» (камео) |

| |  |  |  |  |  |  |
| Актёрский состав «Искусственного разума» слева направо: Хэйли Джоэл Осмент, Джуд Лоу, Уильям Хёрт, Брендан Глисон, Бен Кингсли, Робин Уильямс, Мерил Стрип |  |  |  |  |  |  |

## История создания
Создание киноадаптации «Суперигрушек хватает на всё лето» началось в 1970-х годах. Кубрик нанял автора рассказа, Брайана Олдиса, написать общую концепцию будущего фильма. В 1985 году Кубрик пригласил своего давнего друга, Стивена Спилберга, поработать над созданием кинокартины вместе с Яном Харланом. Компания Warner Bros. согласилась софинансировать «Искусственный разум» и покрыть прокатные расходы. Фильм застрял на стадии так называемого производственного ада, и в 1989 году Олдис был уволен Кубриком по причине творческих разногласий. Боб Шоу числился в числе авторов совсем немного: он покинул проект спустя шесть недель с начала своей работы из-за напряжённого рабочего графика; и тогда, в марте 1990 года, место Шоу занял Йен Уотсон. Олдис позже отметил: «Он <Кубрик> не только уволил меня, но и нанял моего врага». Кубрик поручил Уотсону взять за основу «Приключения Пиноккио»; он считал «Искусственный разум» «плутовской кибер-версией „Пиноккио“».

На съёмочной площадке. Режиссёр фильма, Стивен Спилберг, снимает сцену шоу-мероприятия «Ярмарка плоти»

 Тремя неделями позже Уотсон представил Кубрику первую концепцию сценария, а закончил он свою работу над «Искусственным разумом» только в мае 1991 года уже с другой версией сценария размером в 90 страниц. Первоначально Жиголо Джо задумывался как робот-военный, но Уотсон предложил заменить его на андроида-жиголо. По этому поводу Кубрик шутил: «Мне кажется, мы потеряли детскую аудиторию». Тем временем Кубрик забросил проект ради работы над киноадаптацией автобиографического романа американского писателя Луиса Бегли Wartime Lies («Война лжёт»), посчитав, что возможности компьютерной анимации не могли на тот момент создать персонажа Дэвида. Однако после выхода фильма «Парк Юрского периода» Стивена Спилберга (с новаторским использованием сгенерированных на компьютере художественных приёмов) в ноябре 1993 года последовал официальный анонс, согласно которому производство «Искусственного разума» должно было начаться в 1994 году. Деннис Мьюрен и Нед Горман, работавшие над «Парком Юрского периода», были привлечены в проект в качестве супервизоров визуальных эффектов. Но Кубрик был недоволен их превизуализацией и вообще расходами на сотрудничество с Industrial Light & Magic.
В начале 1994 года фильм находился в стадии пре-продакшена, где в качестве концептуального художника выступал Кристофер «Фангорн» Бейкер, а ассистирующим автором сценария была Сара Мейтланд, которая привнесла «феминистский взгляд на сказки». Она рассказывала, что Кубрик всегда называл фильм «Пиноккио», а не «Искусственным разумом». Крис Каннингем стал новым супервизором зрительных эффектов. Некоторые из его работ не вошли в фильм, но позже были выпущены на DVD The Work of Director Chris Canningham («Работа режиссёра Криса Каннингема»). Каннингем помог в моделировании серии небольших роботов для создания персонажа Дэвида. «Мы пытались сконструировать маленького мальчика с движущимся резиновым лицом… Но это было полным провалом и выглядело ужасно», — говорил Ян Харлан. В качестве технического консультанта был приглашён Ханс Моравец. Известно, что Джозеф Маццелло проходил пробы на одну из главных ролей фильма.
Стэнли показал Стивену 650 рисунков, которые у него были, и сценарий, в общем, всё. Стэнли сказал: «Слушай! Почему ты не режиссируешь это, а только продюсируешь?» Стивен был почти в шоке.
Тем временем Кубрик и Харлан посчитали, что необходимо предоставить право режиссирования «Искусственного разума» Стивену Спилбергу. Кубрик предложил ему это в 1995 году, но Спилберг уже был занят режиссированием других проектов и убедил Кубрика остаться в качестве режиссёра. Вскоре проект был заморожен из-за занятости Кубрика в создании фильма «С широко закрытыми глазами» (1999). Но к проекту он так и не вернулся: 7 марта 1999 года режиссёр скончался. Ввиду такой ситуации Харлан и Кристиана Кубрик, жена Стэнли Кубрика, убедили Спилберга занять место режиссёра. Вплоть до ноября 1999 года Спилберг занялся написанием сценария, основанного на 90-страничной концепции Уотсона. Впервые, со времён «Близких контактов третьей степени» (1977), он сам выступил в роли сценариста собственного фильма. Спилберг оставил общую концепцию Уотсона, но устранил некоторые сцены сексуального характера с участием Жиголо Джо, задуманные Кубриком. Стадия пре-продакшена была приостановлена в течение февраля 2000 года, так как Спилберг обдумывал режиссирование других проектов: «Гарри Поттер и философский камень», «Особое мнение» и «Мемуары гейши». Когда же он всё-таки выбрал, тогда снова пригласил Криса Бекера в качестве концептуального художника.
Изначально датой начала съёмок фильма должно было стать 10 июля 2000 года, но съёмки отложили до августа. После пары недель съёмок на открытом воздухе в Орегоне съёмки полностью были перенесены в павильоны Warner Bros. Studios. Дом семьи Свинтон был возведён на площадке номер 16 (англ. Stage 16), а площадка номер 20 (англ. Stage 20) была использована для Красного Города и других сцен. Спилберг решил скопировать манеру секретного кинопроизводства Кубрика: не дал полную версию сценария ни актёрам, ни съёмочной команде, запретил прессе находиться на съёмочной площадке и заставил актёров держать проект в секрете. Эксперт по роботам Синтия Бризил была задействована как технический консультант на стадии продакшена. Хейли Джоэл Осмент и Джуд Лоу проводили недели в протезном гриме, чтобы их лица стали роботоподобными. Дизайнер по костюмам Боб Рингвуд (работавший также над «Бэтменом» и «Троей») наблюдал за прохожими на Лас-Вегас-Стрип, чтобы создать костюмы жителей Красного Города. Известно, что сам Красный Город для съёмок некоторых сцен был миниатюрным макетом. Спилбергу тяжело давалась стадия пост-продакшена «Искусственного разума» из-за его подготовки к съёмкам «Особого мнения».
|                                                                      |  |  |  |
| Слева направо: Стивен Спилберг, Брайан Олдис, Деннис Мьюрен, Боб Шоу |  |  |  |

## Выход

### Маркетинг
В целях рекламы фильма компанией Warner Bros. были смонтированы один трейлер и четыре тизер-трейлера. Также была разработана игра в жанре альтернативной реальности The Beast, созданная Иорданом Вайсманом и командой из Microsoft, по сюжетной тематике близкой к фильму. Нью-йоркской компанией Atomic Pictures было произведено свыше сорока веб-сайтов, включая сайт Cybertronic Corp., специально для этого проекта, где по сюжету игроку необходимо раскрыть тайну смерти некого Эвана Чана. Всё начинается с того, что игрок вводит в любой поисковой системе запрос «Jeanine Salla» — имя коллеги по работе убитого, получает огромное количество ссылок на различные фальшивые сайты, созданные командой из Atomic Pictures, и берётся за раскрытие дела. В игре было зарегистрировано более трёх миллионов пользователей.
Чтобы избежать ошибочного мнения среди зрителей, будто «Искусственный разум» — это семейный фильм, предварительно не было запланировано создание какой-либо игрушки по мотивам фильма, хотя компания Hasbro в июне 2001 года выпустила в продажу говорящего медвежонка Тедди сразу после выхода фильма. Премьера «Искусственного разума» состоялась на 58-м Венецианском кинофестивале в 2001 году.

### Кассовые сборы
В США фильм вышел 29 июня 2001 года в 3242 кинотеатрах, собрав за первые выходные 29 352 630 долларов. Всего за весь период проката в Соединённых Штатах «Искусственный разум» собрал 78,62 млн долларов и $157,31 млн в остальных странах, в общем собрав по миру 235,93 млн долларов.

## Саундтрек
Саундтрек был издан звукозаписывающей компанией Warner Bros. Records 3 июля 2001 года в формате Audio CD и 7 августа того же года в формате DVD-Audio, содержащем дополнительные материалы. Главным композитором и продюсером выступил Джон Уильямс, для которого это являлось 17-м сотрудничеством со Стивеном Спилбергом («Инопланетянин», «Список Шиндлера» и другие), дирижёром оркестра был Джон Нейфельд, текст песен написала Синтия Вейл. Саундтрек номинировался на премии «Оскар», «Грэмми» и «Золотой глобус». Две композиции, «For Always» и «For Always (Duet)» — вокальные исполнения Лары Фабиан и Джоша Гробана, не использованы в фильме. С 2010 года саундтрек и все его композиции в отдельности распространяются посредством цифровой дистрибуции в формате MP3-файлов.
| №                   | Название                                               | Длительность |
| ------------------- | ------------------------------------------------------ | ------------ |
| 1.                  | «The Mecha World»                                      | 6:23         |
| 2.                  | «Abandoned in the Woods»                               | 3:07         |
| 3.                  | «Replicas»                                             | 5:58         |
| 4.                  | «Hide and Seek»                                        | 3:08         |
| 5.                  | «For Always» (Исполнитель — Лара Фабиан)               | 4:42         |
| 6.                  | «Cybertronics»                                         | 3:30         |
| 7.                  | «The Moon Rising»                                      | 4:26         |
| 8.                  | «Stored Memories and Monica’s Theme»                   | 10:56        |
| 9.                  | «Where Dreams Are Born»                                | 4:23         |
| 10.                 | «Rouge City»                                           | 4:56         |
| 11.                 | «The Search for the Blue Fairy»                        | 6:12         |
| 12.                 | «The Reunion»                                          | 7:45         |
| 13.                 | «For Always (Duet)» (Дуэт Лары Фабиан и Джоша Гробана) | 4:41         |
| Общая длительность: | Общая длительность:                                    | 70:11        |

### Отзывы

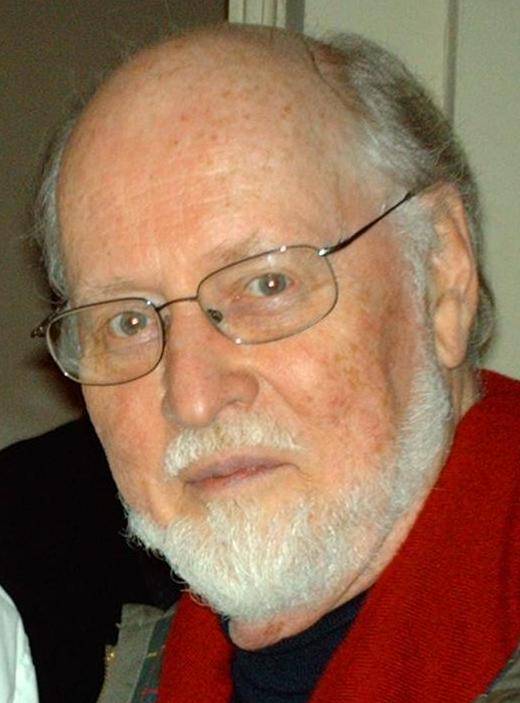
Джон Уильямс в 2006 году

Уильям Рулман с сайта Allmusic оценил саундтрек в 4 звезды из 5, назвав его одним из лучших в творчестве Джона Уильямса. Рулман заметил, что в музыке чувствуется влияние современного композитора Филипа Гласса, особенно в главной теме фильма «The Mecha World». Композицию «For Always», в обеих вариациях, критик посчитал «привлекательной, но эмоционально-далёкой», а треки «Abandoned in the Woods» и «Replicas» он назвал «музыкой новой эры». Редакция сайта Filmtracks.com присудила саундтреку 4 звезды из 5. Как и критик из Allmusic, она уловила влияние Филипа Гласса, но, помимо этого, также заметила, что «минималистический материал» перенят композитором от Стивена Райха, а «вокальные сегменты» от Дьёрдья Лигети. Кристофер Колман с сайта Tracksounds.com оценил саундтрек в 9 баллов из 10-и и назвал «мудрым» решение не использовать два трека в стиле поп-музыки, «For Always» и «For Always (Duet)», в само́м фильме, потому что они «просто не вписываются в его общее настроение». Обозреватель посчитал, что эти две композиции слишком романтичны для «Искусственного разума». Редакция сайта Soundtrack.net присудила саундтреку 3,5 звезды из 5 и включила его в свой список «Лучших саундтреков 2001 года». Критик с этого же сайта, Дэн Гольдвассер, воспринял его достаточно положительно: «Тем не менее, Уильямс (ещё раз) сделал хорошую работу, написав музыку к фильму Спилберга». Особенно он обратил внимание на композицию «The Mecha World», назвав её «хорошей увертюрой к фильму с довольно лёгким и оптимистичным оркестром», и отметил, что иногда она напоминает тему из фильма «Вспомнить всё».

## Критика
Фильм собрал в целом достаточно положительную критику. У агрегатора Rotten Tomatoes он получил оценку 6,6 баллов из 10, выведенную на основе 181 рецензии, где 73 % критиков отозвались о фильме положительно. Веб-сайт, опираясь на критический консенсус, определил фильм как «любопытное, не всегда плавное соединение холодной мрачности Кубрика и тёплого оптимизма Спилберга. Этот фильм, к слову, зачаровывающий». Для сравнения, агрегатор Metacritic присудил фильму 65 баллов, основываясь на 32 рецензиях критиков, которые в общем отнеслись к картине благосклонно. В 2011 году известный кинокритик и телеведущий Роджер Эберт включил «Искусственный разум» в свой список «Величайших фильмов» (англ. Great Movies), а популярный американский кинокритик Питер Трэверс поставил фильм в десятку лучших фильмов 2001 года. Журнал «Film Comment» поставил фильм на тридцатое место в списке сотни «Лучших фильмов десятилетия», который был составлен на основе международного опроса критиков, программистов, учёных и деятелей кино.
Продюсер Ян Харлан предположил, что Кубрик одобрил бы конечный фильм. Известно, что вдова Кубрика, Кристиана, наслаждалась просмотром «Искусственного разума». Однако Брайан Олдис высказал своё недовольство картиной: «Это хрень. Научная фантастика должна быть логичной, а здесь обилие логических ошибок». Ричард Корлисс хвалил режиссуру Спилберга, подбор актёров и визуальные эффекты. Роджер Эберт писал, что фильм «смелый, технически совершенный, многообещающий, а иногда от него просто не отвести взгляд. Но окончание фильма слишком поверхностное и сентиментальное, учитывая, что было вначале. Оно оказалось искусственным, а не разумным». Леонард Малтин составил для фильма не такой положительный обзор, дав ему две звезды из четырёх, написав: «Перед нами вырисовывается интригующая история, во многом благодаря актёрской игре Осмента, однако сюжет принимает несколько неверных виражей; в конечном счёте он не срабатывает». Также он назвал фильм «любопытным, но неловким гибридом восприятия Кубрика и Спилберга». Кроме того, Малтин назвал музыку Джона Уильямса «впечатляющей». Джонатан Розенбаум назвал картину одной из лучших за последнее десятилетие, а актёрскую работу Осмента — одной из величайших детских работ в истории кино. Критик толкует фильм как аллегорию кинематографа, и притом одну из наиболее удачных. Создатели фильма, по мнению рецензента, заостряют внимание на принципиальном различии между человеком и машиной: как замечает профессор Хобби, «величайший изъян человеческой природы — стремление к тому, чего не существует». Парадокс в том, что все злодеи по сценарию — люди; благодаря этому зритель непроизвольно встаёт на сторону андроидов. В то же время Розенбаум критикует фильм за ограниченность кругозора: такое впечатление, что за пределами Америки мир для создателей не существует, а для XXI века это какая-то несуразность. Кинокритик Армонд Уайт из журнала «New York Press» писал о фильме: «Каждая часть путешествия Дэвида сквозь плотско-половую вселенную в конечном эсхатологическом разрушении становится такой же глубоко философской и созерцательной, как и самое вдумчивое кино художников-мыслителей: Борзейги, Одзу, Деми, Тарковского».
Джеймс Берардинелли назвал фильм завлекающим, местами почти блестящим, но далёким от шедевра. «А столь ожидаемое „сотрудничество“ Кубрика и Спилберга оказалось в некоторой степени разочаровывающим». Берардинелли раскритиковал и финал кинокартины: «Последние полчаса фильма любопытны, но неудачны: длительный ненужный эпилог через силу кормит нас катарсисом — поэтому он кажется ложным». Мик Лясалль написал негативный обзор: «„Искусственный интеллект“ вбирает в себя все плохие черты своих создателей, и ни одной хорошей. Таким образом, мы имеем дело с бесструктурной, извилистой, замедленной бесконечностью Кубрика в сочетании с нечётким, приятным легкомыслием Спилберга». Назвав «Искусственный разум» «первым скучным фильмом» Спилберга, Лясалль также ошибочно признал роботов, появившихся в конце фильма, пришельцами, сравнил Жиголо Джо с «бесполезным» Джа-Джа Бинксом и похвалил Робина Уильямса за исполнение роли голографического Эйнштейна.
Дэвид Денби из «The New Yorker» критиковал «Искусственный разум» за то, что фильм не слишком близко придерживается своей концепции, основанной на персонаже Пиноккио. Критик А. О. Скотт из «The New York Times» назвал фильм лучшей сказкой, волнующей, интеллектуально сложной приключенческой историей. Годфри Чешир, обозреватель с сайта Indyweek.com, отозвался о фильме довольно негативно. Так, в своей рецензии он пишет, что после того, как Моника оставляет Дэвида в лесу, фильм превращается в «неуклюжую смесь „Пятого элемента“, „Бегущего по лезвию бритвы“, „Вспомнить всё“ и ещё чего угодно». Чешир заявил, что Спилберг не имеет интереса к вопросу искусственного интеллекта героя. Критик посчитал, что когда у режиссёра иссякают идеи, он превращает действие в плохую разновидность научно-фантастического кинематографа, который полагается только на футуристические декорации и элементы, заимствованные из других фильмов. Рецензент из журнала «Афиша» Алексей Васильев хорошо отозвался о фильме, отметив, что в кино представленное произведение занимает ту же нишу, что в литературе — «Маленький принц». Критик похвалил и режиссёрскую работу и был рад спилберговскому чувству уважения к мёртвым, граничащему с фанатизмом.

### Ответы на критику
Спилберг отреагировал на некоторую критику фильма, заявив, что множество так называемых «сентиментальных» элементов «Искусственного разума», в том числе и финал, на самом деле были задуманы Кубриком, а «тёмные» элементы, наоборот, его собственные. Автор сценария Йэн Уотсон говорил: «По всему миру „Искусственный разум“ имел большой успех (четвёртое место по кассовым сборам того года), но не в Америке, потому что, как я уже говорил, фильм был в целом слишком поэтичным и интеллектуальным для американских вкусов. Ещё добавить сюда то, что некоторые критики Америки не поняли фильм, думая, например, что в последних 20 минутах были инопланетяне (на самом деле это были роботы будущего), и что эти же последние 20 минут являлись сентиментальным дополнением Спилберга, хотя эти сцены были написаны мной для Стэнли, а после уже сняты Стивеном».

## Издания
DVD-издание «Искусственного разума» вышло 5 марта 2002 года. Оно распространялось дочерним обществом компании DreamWorks — DreamWorks Home Entertainment — и содержало некоторое количество дополнительных материалов, в том числе трейлеры, интервью с актёрами и создателями фильма, кадры со съёмочной площадки и так далее.
VHS-издание фильма вышло 13 августа 2002 года только в версии на румынском языке. Версия на английском языке появилась 19 августа того же года.
5 апреля 2011 года фильм был выпущен в продажу в формате Blu-ray. Дистрибьютором выступило Paramount Home Entertainment, дочернее общество компании Paramount Pictures. Издание содержало импортированные из DVD-версии дополнительные материалы общей продолжительностью около одного часа: десять короткометражных роликов, посвящённых созданию фильма и работе съёмочной группы в разрешении SD, и два трейлера в HD-качестве.

## Награды и номинации
| Год  | Премия                     | Категория                          | Лауреат или номинант                                     | Итог      |
| ---- | -------------------------- | ---------------------------------- | -------------------------------------------------------- | --------- |
| 2001 | Венецианский кинофестиваль | Future Film Festival Digital Award |                                                          | Победа    |
| 2002 | BAFTA                      | Лучшие визуальные эффекты          | Деннис Мьюрен Стэнли Уинстон Майкл Лантиери Скотт Фаррар | Номинация |
| 2002 | Золотой глобус             | Лучшая мужская роль второго плана  | Джуд Лоу                                                 | Номинация |
| 2002 | Золотой глобус             | Лучший режиссёр                    | Стивен Спилберг                                          | Номинация |
| 2002 | Золотой глобус             | Лучший саундтрек                   | Джон Уильямс                                             | Номинация |
| 2002 | Оскар                      | Лучшие визуальные эффекты          | Деннис Мьюрен Стэнли Уинстон Майкл Лантиери Скотт Фаррар | Номинация |
| 2002 | Оскар                      | Лучший оригинальный саундтрек      | Джон Уильямс                                             | Номинация |
| 2002 | Сатурн                     | Лучший молодой актёр/актриса       | Хэйли Джоэл Осмент                                       | Победа    |
| 2002 | Сатурн                     | Лучший сценарий                    | Стивен Спилберг                                          | Победа    |
| 2002 | Сатурн                     | Лучшие спецэффекты                 | Деннис Мьюрен Стэнли Уинстон Майкл Лантиери Скотт Фаррар | Победа    |
| 2002 | Сатурн                     | Лучшая музыка                      | Джон Уильямс                                             | Победа    |
| 2002 | Сатурн                     | Лучший научно-фантастический фильм |                                                          | Победа    |
| 2002 | Сатурн                     | Лучшая актриса                     | Фрэнсис О’Коннор                                         | Номинация |
| 2002 | Сатурн                     | Лучший режиссёр                    | Стивен Спилберг                                          | Номинация |
| 2003 | Сатурн                     | Лучшее специальное DVD-издание     |                                                          | Номинация |